# Tarumizu
Tarumizu (jap. 垂水市, -shi) ist eine Stadt in der Präfektur Kagoshima auf der Ōsumi-Halbinsel in Japan.

## Geschichte
Sie wurde am 1. Oktober 1958 gegründet.

## Weblinks

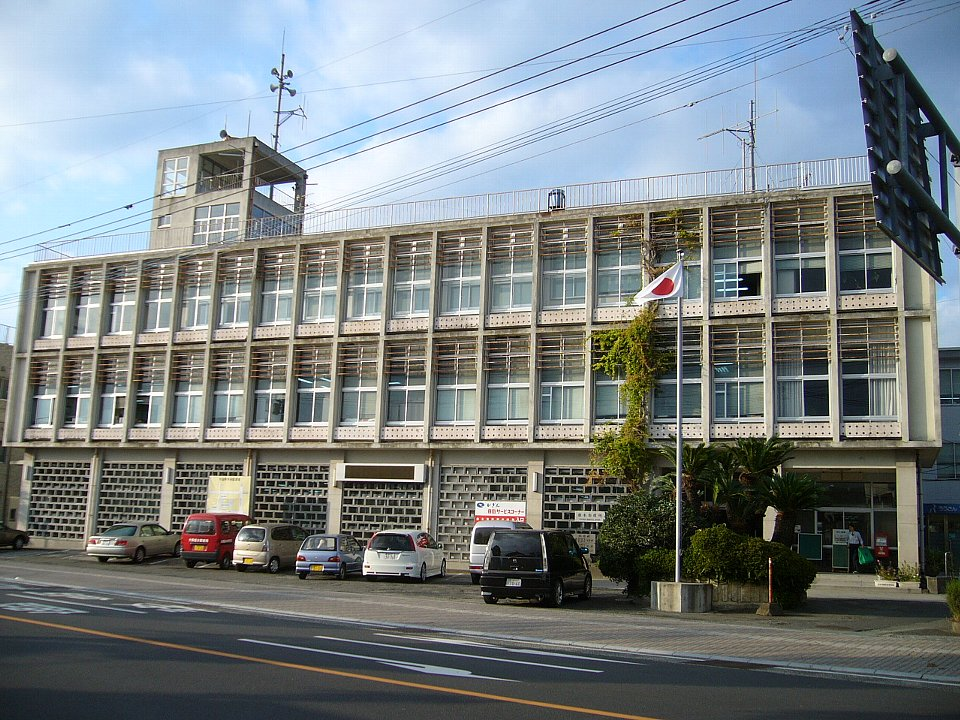
Rathaus von Tarumizu

## Verkehr
- Straßen:
  - Nationalstraße 220

## Angrenzende Städte und Gemeinden
- Kagoshima
- Kanoya
- Kirishima